# Maison d'accueil spécialisée
Pour les articles homonymes, voir MAS et Mas.

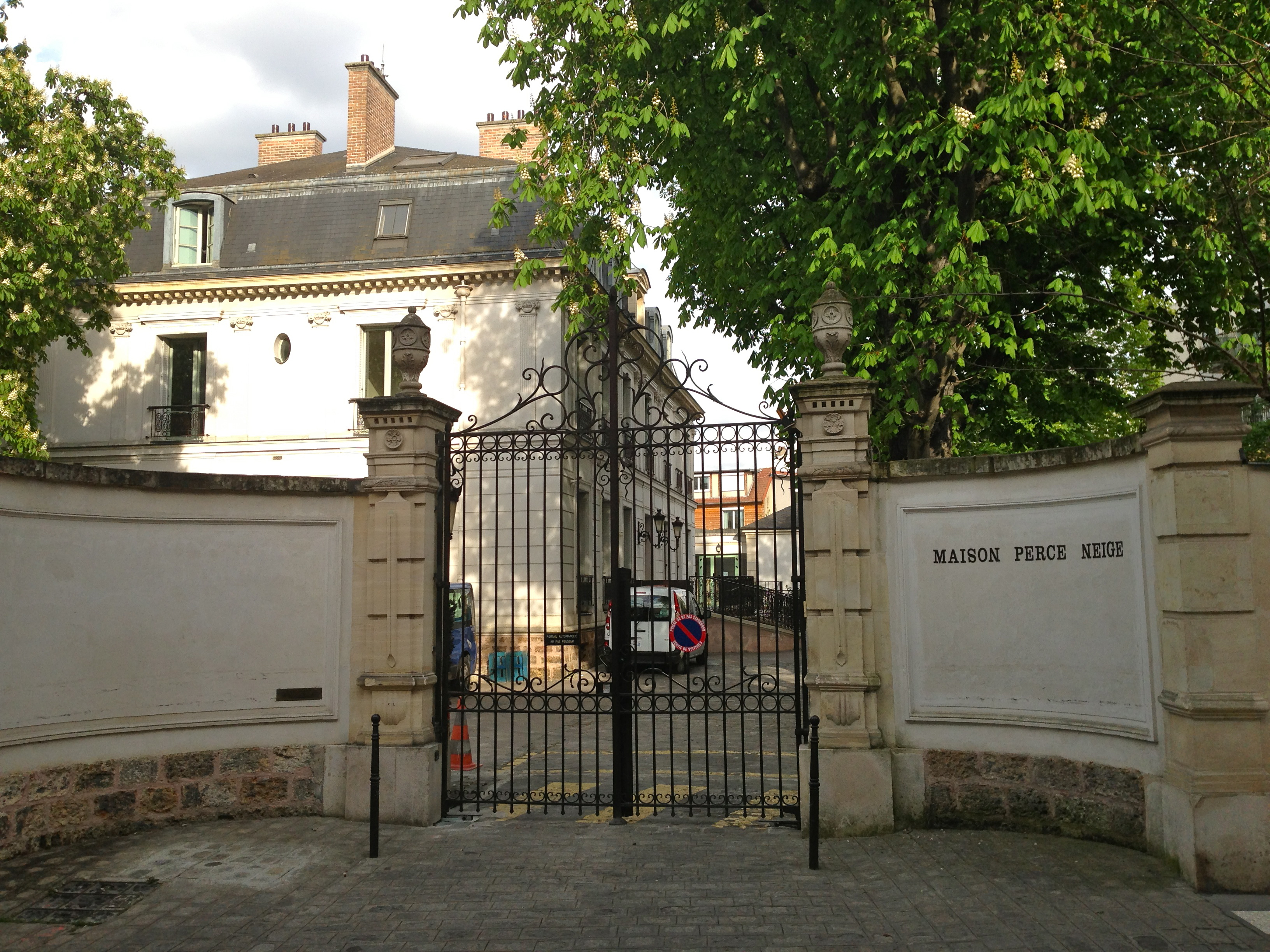
L'ancienne villa de Jacques Guerlain à Colombes est devenue une Maison d'accueil spécialisée de la Fondation Perce-Neige.

Les Maisons d'accueil spécialisées ou MAS sont des établissements médico-sociaux français. Elles peuvent accueillir, selon leur autorisation, des personnes polyhandicapées ou ayant acquis un handicap (cérébrolésés). Certaines MAS accueillent aussi des personnes autistes.

## Description
Ces structures accueillent des personnes adultes handicapées souffrant de polyhandicap, sur une base de handicap mental grave. En général, les MAS proposent un hébergement complet, toute l'année. Certaines MAS, cependant, sont externalisées ou proposent des places d'accueil de jour ou d'accueil temporaire. Les personnes accueillies en MAS n'ont pas pu acquérir une autonomie suffisante pour assumer elles-mêmes les tâches de la vie quotidienne. Une tierce personne est nécessaire pour les accompagner dans les actes de la vie courante, et surveiller leur état de santé. En général, les personnes accueillies en MAS présentent moins d'autonomie que les personnes accueillies dans les autres structures médico-sociales pour adultes handicapés (foyer d'hébergement ou foyer d'accueil médicalisé).
Pour intégrer une MAS, une personne handicapée doit obtenir une orientation de la part de la maison départementale pour les personnes handicapées (MDPH) de son département.
Les personnes accueillies en MAS ne relèvent pas du secteur psychiatrique. Une personne admise dans cette structure peut être amenée à y finir ses jours.
Les MAS sont financées sur des crédits d'Assurance Maladie et sont, à ce titre, tarifées par les services des agences régionales de santé (ARS). L'ARS peut aussi diligenter des inspections quand des plaintes ou des signalements révèlent des risques de maltraitance.

## Intervenants
Les aides médico-psychologiques (AMP) et les aides-soignants (AS) sont les professionnels les plus nombreux dans les maisons d'accueil. Ils travaillent au quotidien auprès du résidant. Ils effectuent les soins d'hygiène, de nursing, de maternage, d'éveil : toilettes, habillage, soins d'hygiène et d'esthétique, repas, coucher, activités, etc.
Autres professionnels impliqués  : infirmiers, moniteurs-éducateurs, éducateurs spécialisés, assistant(e)s de service social, enseignants en Activité Physique Adaptée, psychomotriciens, ergothérapeutes, kinésithérapeutes et psychologues.

## Historique
Les Maisons d’Accueil Spécialisées (MAS) ont vu le jour en septembre 1978, avec le décret d’application de la loi d’orientation en faveur des personnes handicapées de 1975. Le décret n° 2009-322 du 20 mars 2009 fixe des conditions techniques minimales d'organisation et de fonctionnement communes aux MAS, aux FAM et aux SAMSAH. Ces conditions définissent les publics accueillis ainsi que leurs besoins à satisfaire, déterminent les missions des établissements, complètent la règlementation qui leur est applicable en matière de contrat de séjour, créent de nouvelles obligations en matière d'activité et, enfin, affectent la composition du plateau technique notamment pour inclure l'intervention de libéraux.

## Controverses
La MAS Virginie, située au Pavillons-sous-bois et spécialisée dans l'accueil d'adultes autistes, a été placée sous administration provisoire en 2019, après trois dépôts de plaintes en douze mois, pour maltraitances, ; la ministre Sophie Cluzel décrit les faits comme « accablants ». Entre 2011 et 2016, quatre mères ont porté plainte contre cet établissement et 13 signalements ont été effectués,,.
La MAS La Briancière de Ris-Orangis, spécialisée dans l'accueil de personnes polyhandicapées, a été dénoncée en 2020 par six de ses employés, pour violences systémiques envers ses résidents polyhandicapés.

## Coûts et financement
Réforme de la tarification
Une réforme de la tarification dénommée SERAFIN-PH (« Services et Etablissements : Réforme pour une Adéquation des FINancements au parcours des Personnes Handicapées ») est prévue pour être déployée dès l'année 2025. Selon la CNSA, cette nouvelle tarification devrait « rendre les parcours de vie des personnes handicapées plus faciles et plus personnalisés » et le gouvernement promet des « modalités plus lisibles et plus équitables ». Cette réforme concerne l'ensemble des établissements médico-sociaux dont les FAM, MAS, ESAT et les foyers d'hébergement mais n'inclut pas les Services d'aide et d'accompagnement à domicile (S.A.A.D.).